# Relações entre Arábia Saudita e Filipinas

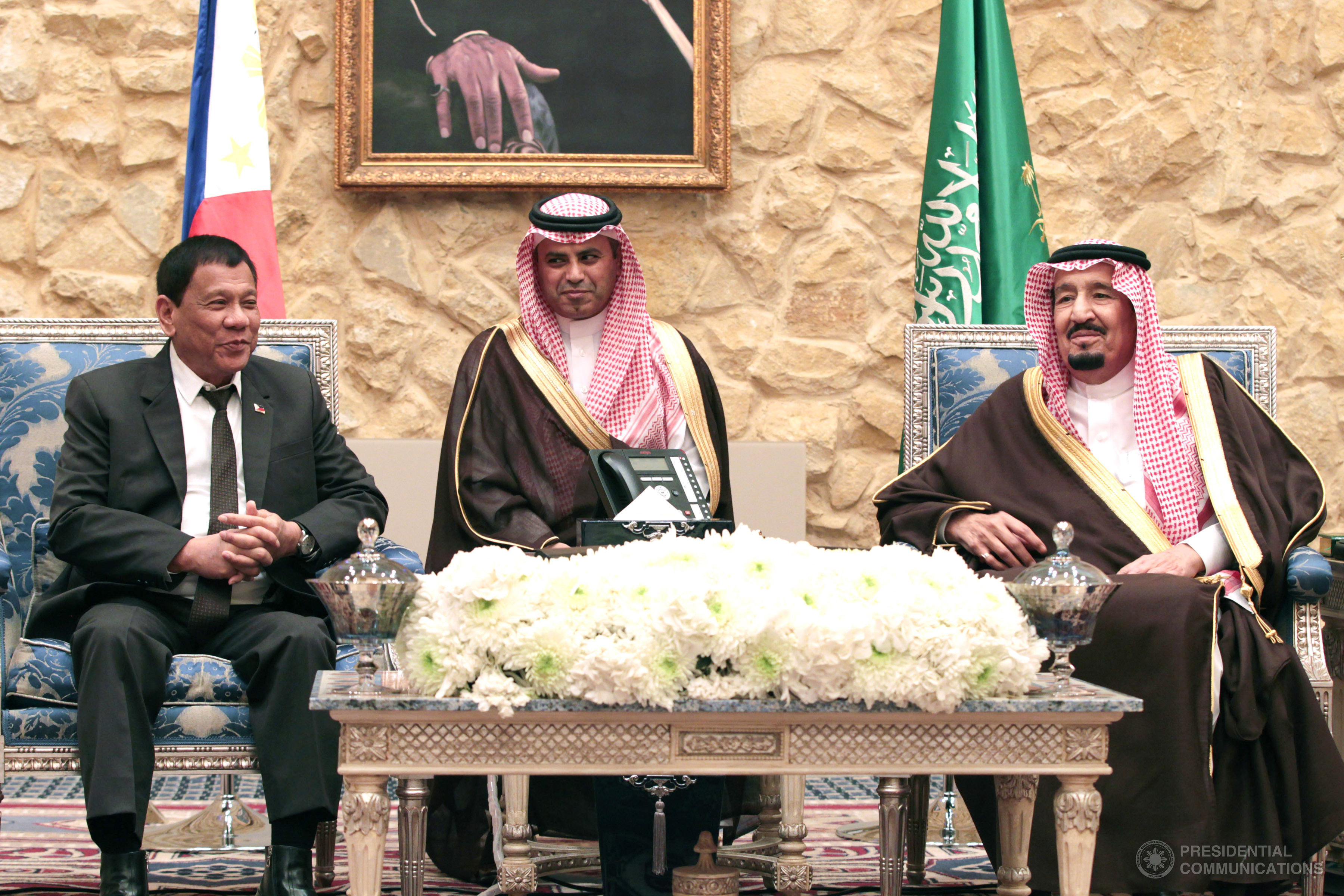
O presidente das Filipinas, Rodrigo Duterte, com o rei Salman da Arábia Saudita, em 2017.

As relações entre Arábia Saudita e Filipinas são as relações diplomáticas estabelecidas entre o Reino da Arábia Saudita e a República das Filipinas. Os dois países formalizaram estas relações em 24 de Outubro de 1969.